# Felix Nussbaum
Felix Nussbaum (11 de Dezembro de 1904, Osnabrück -  9 de Agosto de 1944, Auschwitz) foi um pintor alemão de origem judaica, com várias obras que ilustram os horrores do Holocausto, do qual ele foi vítima. Estudou em Hamburgo e Berlim, arte, livre e aplicada (freie und angewandte Kunst). Nos anos 1920 e 30 as suas exposições em Berlim tiveram grande sucesso. Com a chegada ao poder dos Nazis em 1933, foi obrigado a viver no exílio, em Itália, França e finalmente na Bélgica (Bruxelas) com a sua mulher, a polaca Felka Platek, com quem casou em 1937. Com a ocupação pelos alemães e o regime de Vichy, foi internado num campo de concentração em França. Conseguiu no entanto fugir com a sua mulher e esconder-se na casa de um amigo, também um artista, em Bruxelas. Foi traído e denunciado em Junho de 1944 e imediatamente preso, juntamente com a sua mulher. Foi levado para campo de concentração de Malines (ou Mecheln) de onde foi levado para Auschwitz, onde foi assassinado em 9 de Agosto de 1944.

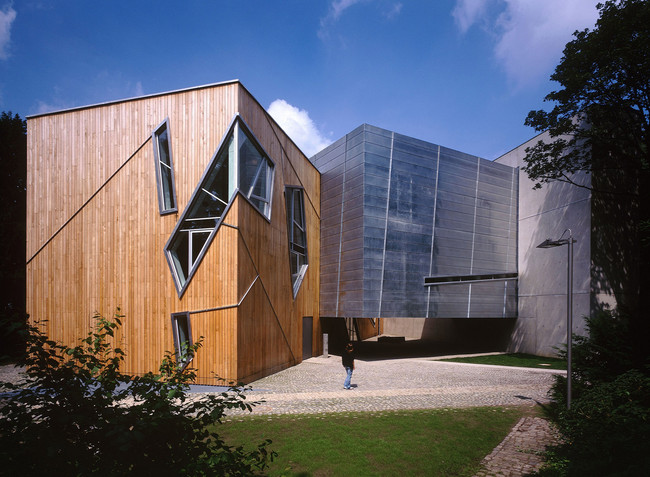
Felix Nussbaum Haus é um museu em Osnabrück

## Museu Felix-Nussbaum em Osnabrück
Em 1998 foi inaugurado em Osnabrueck o Museu Felix-Nussbaum (Felix-Nussbaum-Haus), no qual está exposta a totalidade das suas obras, mais de 160 quadros. Os planos do edifício couberam ao famoso arquitecto Daniel Libeskind.

## Legado
A obra de arte de Felix Nussbaum permite um raro vislumbre da mente de um indivíduo entre as vítimas do Holocausto. Em 1998, o Felix Nussbaum Haus em Osnabrück abriu suas portas para expor as obras de Felix Nussbaum.
Ele foi apresentado ao lado de outros sobreviventes de campos de concentração e artistas Jan Komski e Dinah Gottliebova no documentário Eyewitness de 1999, que foi indicado ao Oscar de Documentário Curto.
Art and Remembrance: The Legacy of Felix Nussbaum é um documentário de 1993 dirigido por Barbara Pfeffer.

## Pinturas selecionadas

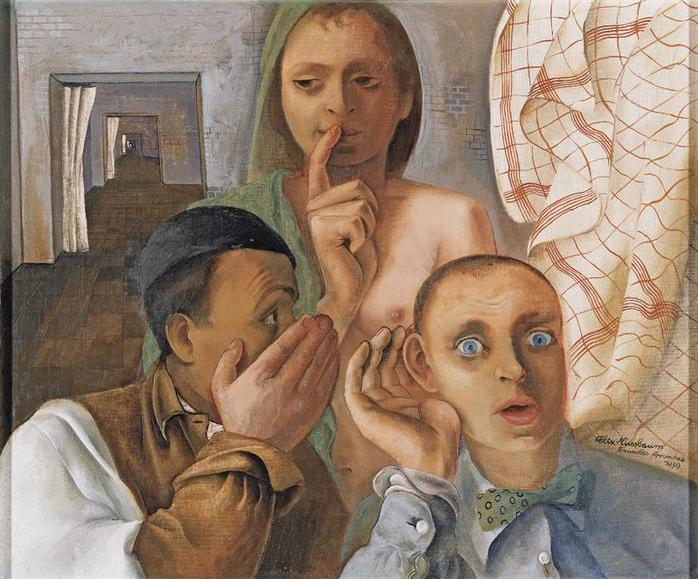
O segredo
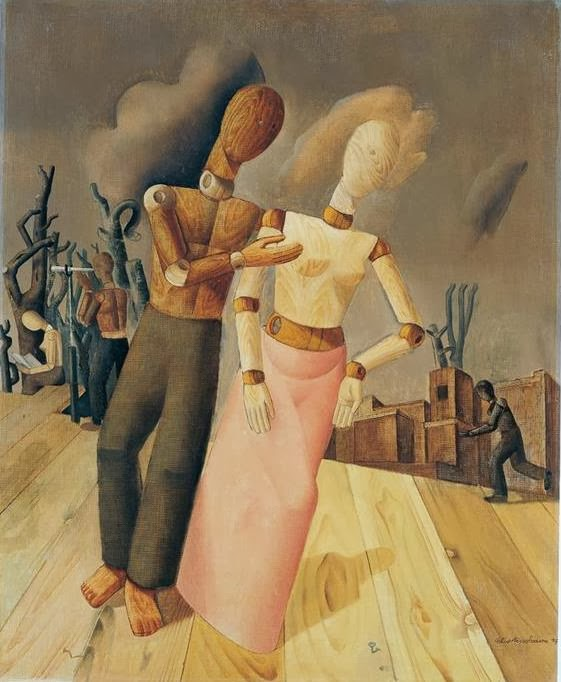
Fantoches
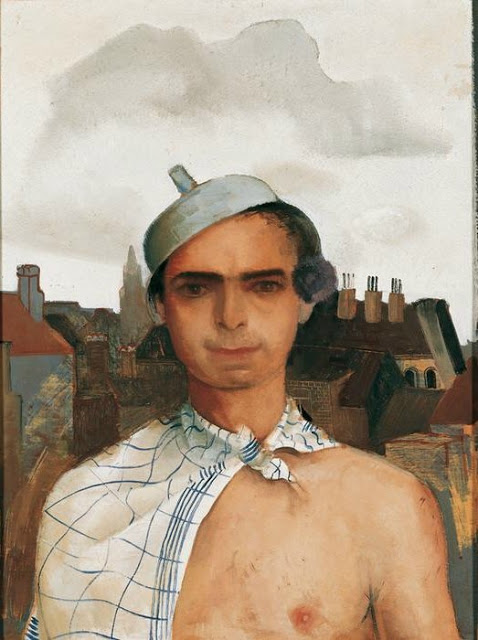
Auto-retrato com toalha
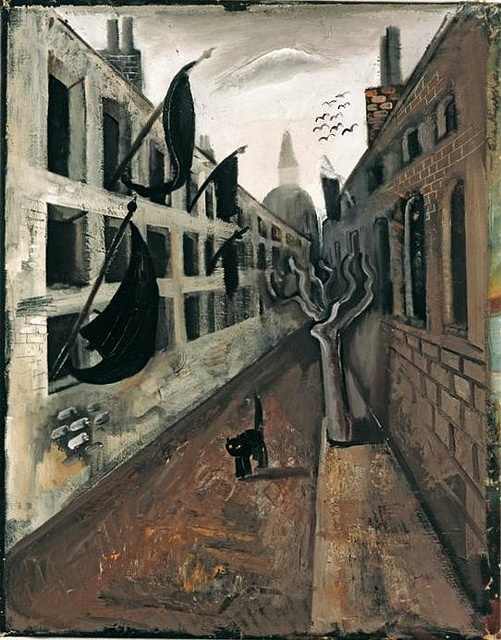
Rua desolada
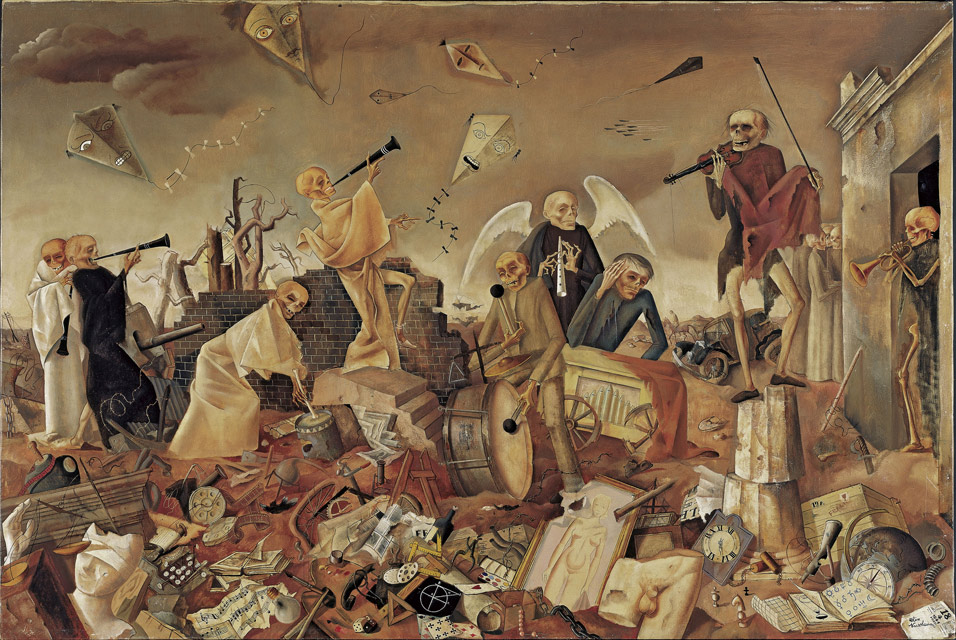
O triunfo da morte
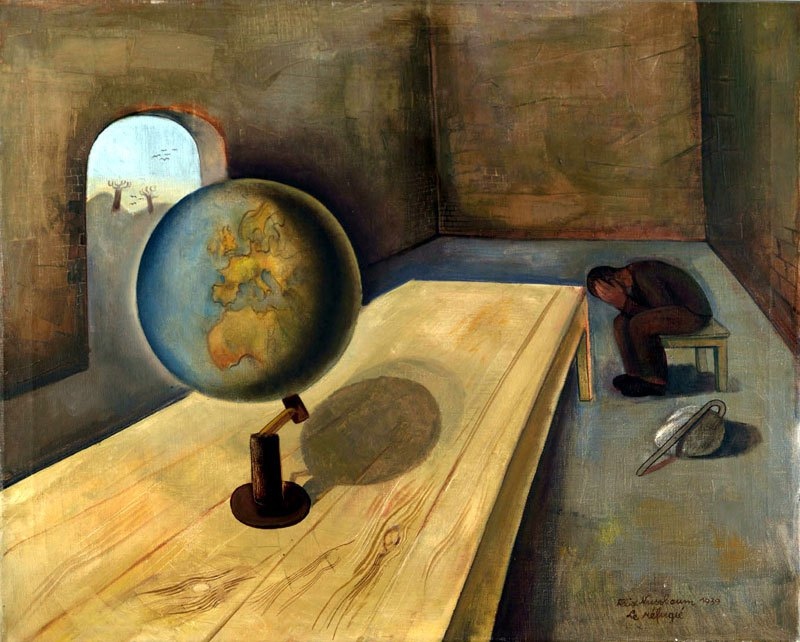
O refugiado

### Em português
- «Biografia»

### Em alemão
- «Felix-Nussbaum-Haus»
- «Anette Schneider:  Existentielle Not und tödliche Angst – Der Maler Felix Nussbaum». (Deutschlandradio)
- «Susanna Khoury: Felix Nussbaum – Protokollant seiner Zeit». (beim Portal kunstmarkt.com)
- «Online-Ausstellung von Nussbaum-Werken auf der Website von Yad Vashem»

### Quadros online
- «Triunfo da morte»